# 杉田勇 (ゴルファー)
杉田 勇（すぎた いさむ、1958年9月21日 - ）は熊本県出身のプロゴルファー。

## 来歴
1979年にプロ入りし、同年の九州オープンでは鈴木規夫・藤井久隆・上田鉄弘を抑えて秋富由利夫の2位に入り、1985年の関東国際オープンで初優勝。
1983年の武富士サイパンでは初日を金井清一・榎本七郎・青木基正・佐野修一と並んでの3位タイでスタートし、最終日には磯崎功・尾崎直道・湯原信光・上原宏一・高橋勝成・出口栄太郎・中川泰一・中村稔と並んでの6位タイに入った。
1985年の関西プロでは初日に好調なパットで1イーグル、7バーディー、1ボギーの64とコースレコードを　マーク、単独首位に立った。2日目にはアプローチミスが続いて73と崩れ、7アンダー137で5位に後退。
1986年までの8シーズンは目立った成績が残せず低迷が続いたが、1987年にはアジアサーキット・タイランドオープンで6位で迎えた最終日に68の好スコアをマークし、通算8アンダー276で5位に入った。国内ではツアー最終戦の大京オープンで3日目に首位と4打差の9位に浮上すると最終日、強風で上位陣が崩れる中で5バーディ、3ボギーの69と健闘、プレーオフの末、海老原清治・牧野裕を退けてツアー初優勝を飾った。賞金ランクも前週の74位から29位に大きく上げて、初のシード権を手中に収めた。
1988年はダンロップオープンで10位タイに入り、日本プロマッチプレーで初日に敗れたものの青木功を18番までもつれさせた末に1打差まで追い詰めた。ペプシ宇部では初日に6アンダー66で単独首位に立ち 、2日目には安田春雄・鈴木弘一・倉本昌弘・金井と並んで3位タイの青木・中村輝夫から1打差の5位タイに着けた。
1988年は前年74位から一気に掴んだシードを気力で死守し、1989年にはダンロップオープンで2年連続10位タイに入った。
1988年の山口オープンでは初日に63をマークして首位でスタートしたが、最終日には73を叩いて2位に終わった。
1990年の山口オープンでは初日を江本光・池原厚・奥田靖己と共に67をマークして3位タイでスタートし、最終日には69をマークして初日首位の松永一成に並んでプレーオフに持ち込んだが、2位終わった。
1992年の九州オープンでは川上典一・友利勝良に次ぐ4位 、1998年にはミズノ・TKUオープンで2位タイに入り、久光製薬KBCオーガスタを最後にレギュラーツアーから引退。
2008年9月の日本プロシニアでシニアデビューしたが、予選突破はならず、その後も鬼ノ城シニア24位タイ、富士フイルム選手権25位タイという成績であった。

## 主な優勝
- 1985年 - 関東国際オープン
- 1987年 - 大京オープン